# إميل لوكوود
إميل لوكوود هو سياسي أمريكي، ولد في 23 سبتمبر 1919 في أوتاوا في الولايات المتحدة، وتوفي في 2 أغسطس 2002 في آن آربر في الولايات المتحدة. نشط حزبياً في الحزب الجمهوري. وقد انتخب عضو مجلس ولاية ميتشغان.